# Volkswagen Lupo
De Volkswagen Lupo is op de markt gekomen als aanvulling van Volkswagen in de miniklasse. Seat bracht dit model op de markt als SEAT Arosa.
De Volkswagen Lupo is geproduceerd vanaf oktober 1998 tot juli 2005.
Deze miniklasse-auto was beschikbaar met een reeks benzine- en dieselmotoren variërend van een 1.0 tot een 1.6 FSI 16V, en de dieselvarianten 3L 1.2, 1.4 en een 1.7L. De benzinemotoren en de 1.7L diesel hadden vier cilinders. De overige twee dieselmotoren waren uitgevoerd met drie cilinders.
De zogenaamde 3L 1.2TDI-versie van de Lupo was in staat om met 1 liter diesel gemiddeld 33 kilometer te rijden (3 liter per 100 km). Dit blijft een van de zuinigste productieauto's ooit verkocht. Dit was mogelijk door diverse veranderingen aan de carrosserie om de luchtweerstand te verminderen, en door diverse delen te vervangen door lichtere materialen als aluminium. Zeker 80% van de carrosseriedelen van de lupo 3L was speciaal herontwikkeld voor de 3L, en week met deze delen af van de andere Lupo's. Van het lichtgewicht magnesium stuur tot de speciale magnesium/aluminium velgen met speciale banden tot aan lichtgewicht stoelen en motorkap, werkelijk alles was speciaal herontwikkeld. Verder werd er gebruikgemaakt van een lichtgewicht driecilinder blok, gekoppeld aan een zeer rendabele versnellingsbak met een start-stop systeem. Echter werd, mede door de in verhouding hogere aanschafprijs, de Lupo 3L geen groot succes. Dit mede door het feit dat de Lupo tot 2001 niet leverbaar was met energieverbruikende opties, zoals airconditioning, verwarmde stoelen, elektrische ramen en stuurbekrachtiging die bij andere auto's in dit segment vaak al verkrijgbaar waren voor eenzelfde prijs. De Lupo3L is in 2010 vrij van wegenbelasting geworden vanwege de lage CO2-uitstoot van 81 gram. Hierdoor is de import van VW Lupo 3L occasions uit het buitenland (met name Duitsland) explosief toegenomen. 
De regels zijn sinds 1 januari 2014 aangepast waardoor alleen nog een voertuig die ouder is dan 40 jaar vrij is van wegenbelasting.
Ter vervanging van de Lupo is de Fox op de markt gebracht. De Fox is weer vervangen door de Volkswagen up!, die in 2011 verscheen. Deze moest concurreren met onder andere de Smart ForTwo, de Opel Adam en de Toyota iQ. Hij was leverbaar als drie- en vijfdeurs. Inmiddels is de productie van de Up! gestopt.

## Actiemodellen
- College 2001
- Master Edition 2000-2001
- Cambridge 2002-2003
- Oxford 2002-2003
- Princeton 2003
- Athena  2004
- Basis, Trendline, Comfortline, Highline en Sportline 1999-2005

## Euro NCAP
In 2000 werd de Volkswagen Lupo getest in de botsproeven van Euro NCAP. Hier kreeg de Lupo vier sterren voor de veiligheid van inzittenden. De Lupo geeft inzittenden op alle vlakken voldoende bescherming.
| Merk en model   | resultaat   | voetgangersveiligheid |
| --------------- | ----------- | --------------------- |
| Volkswagen Lupo | (26 punten) | (13 punten)           |